# NGC 5104
NGC 5104 (другие обозначения — UGC 8391, MCG 0-34-31, ZWG 16.57, IRAS13188+0036, PGC 46633) — спиральная галактика (Sa) в созвездии Дева.
У галактики не обнаружено признаков активного ядра. Однако космический аппарат Swift зафиксировал следы звездообразования в галактике в рентгеновском диапазоне.
Этот объект входит в число перечисленных в оригинальной редакции «Нового общего каталога».